# Garcia (actor)
García, también conocido como Josiah Victoria Garcia, es un actor destacado por su papel protagónico en la miniserie de Netflix de 2019 Historias de San Francisco (Tales of the City), en la que interpreta a un hombre trans que recientemente ha llevado a cabo su transición, quien explora una nueva atracción por los hombres. García también trabaja como consultor de producción en la serie. García utiliza un lenguaje no binario, sin pronombres de género preferidos, usando el femenino y el masculino, indistintamente.

## Primeros años
García creció en Chicago y, después de abandonar la universidad comunitaria, comenzó a actuar con la compañía de teatro local Free Street. Luego regresó al sistema educativo y se mudó a la ciudad de Nueva York para estudiar en la Universidad de Nueva York.

## Trabajo

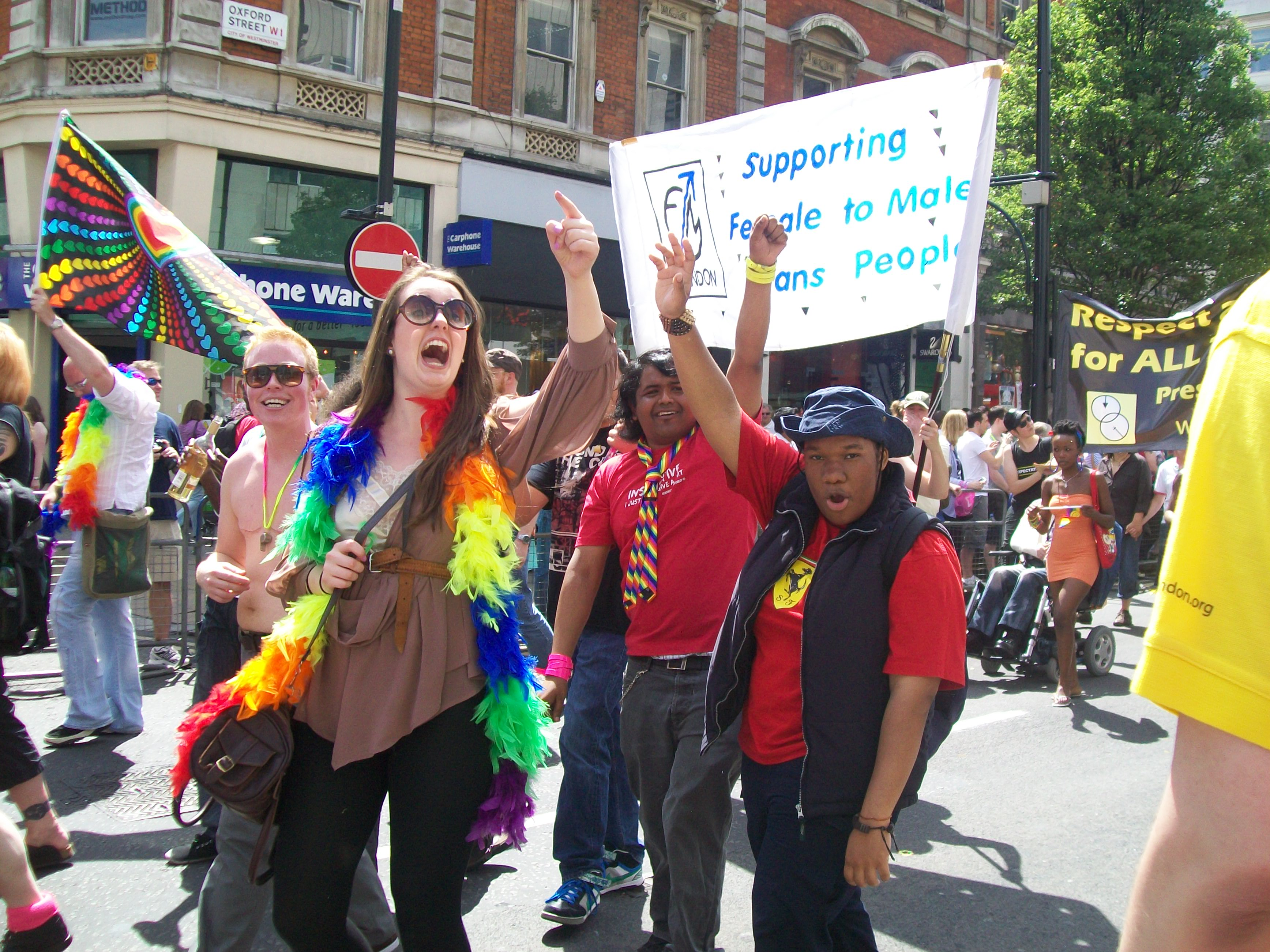
Marcha de apoyo a los transexuales masculinos

El primer papel acreditado de García fue en la serie de Netflix de 2019 Historias de San Francisco, una secuela de una miniserie anterior. En la serie interpreta el papel de Jake Rodríguez, un hombre trans que lucha con su nueva identidad, su relación y sus sentimientos de atracción hacia los hombres. Su actuación fue bien recibida, descrita como 'afectiva', y los comentaristas observaron con aprobación que García fuera uno de los numerosos actores queer trabajando en papeles queer.

## Vida personal
García se identifica como un transexual no binario.